# Adam Królikiewicz
Adam Łukasz Królikiewicz (9 de diciembre de 1894-4 de mayo de 1966) fue un jinete polaco que compitió en la modalidad de salto ecuestre. Participó en los Juegos Olímpicos de París 1924, obteniendo una medalla de bronce en la prueba individual.

## Palmarés internacional
| Juegos Olímpicos | Juegos Olímpicos | Juegos Olímpicos  | Juegos Olímpicos |
| Año              | Lugar            | Medalla           | Categoría        |
| ---------------- | ---------------- | ----------------- | ---------------- |
| 1924             | París (Francia)  | Medalla de bronce | Individual       |